# Anyang Halla
HL Anyang je jihokorejský klub ledního hokeje z Anjang, hrající Asijskou hokejovou ligu.

## Historie
Tento klub byl založen v roce 1994 jako Mando Minia, a hrál Jihokorejskou hokejovou ligu. V roce 1998 se jeho název změnil na Halla Winia. Pod tímto názvem přišly největší úspěchy, 5 vítězství v Korejské hokejové lize a také třetí místo v Asijské hokejové lize, do které klub vstoupil v roce 2003. Od sezóny 2005/2006 se název změnil na Anyang Halla, a klub vyhrál šestkrát Asijskou hokejovou ligu.
HL Anyang patří k nejoblíbenějším a nejúspěšnějším klubům Jižní Koreje a výrazně přispěl k popularizaci tohoto sportu.

## Název týmu
- 1993 - Mando Winia
- 1997 - Halla Winia
- 2004 - Anyang Halla Winia
- 2005 - Anyang Halla
- 2022 - HL Anyang Ice Hockey Club

## Úspěchy
Asijská hokejová liga - 6x (2010, 2011, 2016, 2017, 2018, 2020)
Korejské domácí mistrovství - 6x (2011, 2015, 2017, 2021, 2022, 2023)
Korea - 5x (2000, 2005, 2006, 2010, 2011)
Korea Ice Hockey League - 5x (1998, 2000, 2002, 2003, 2004)

## Vyřazená čísla
91 - Shim Eui-sik